# Col d'Aïnata
Le col d'Aïnata, aussi appelé col des Cèdres, est le plus haut col routier du Liban. Situé à proximité du Qornet es Saouda, point culminant du Liban, il permet de relier Batroun et la vallée de la Qadisha à Baalbek.
Le col est situé à cheval entre le gouvernorat du Liban-Nord et le gouvernorat de Baalbek-Hermel.

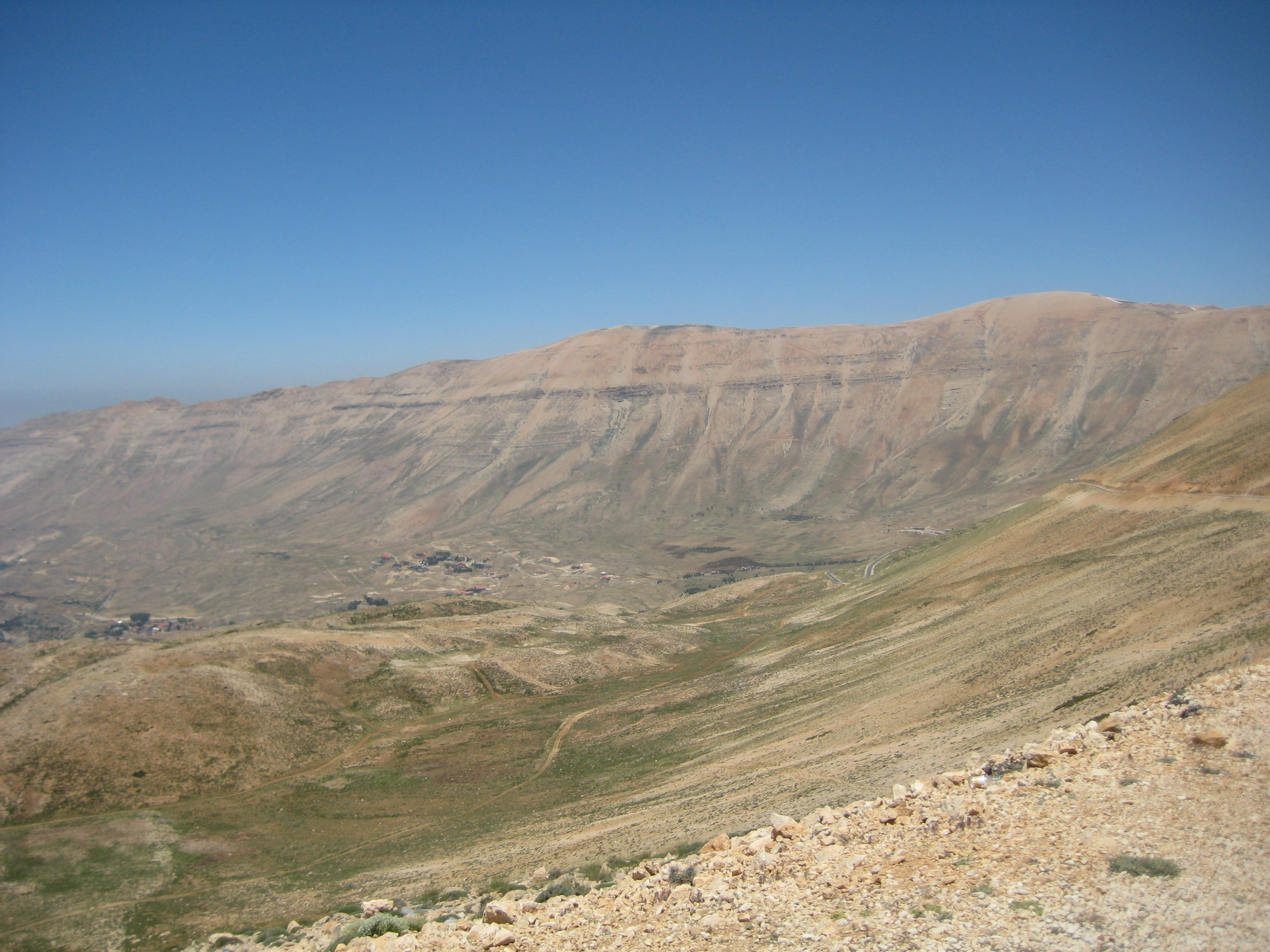
Vue de Qadisha depuis le col d'Aïnata.
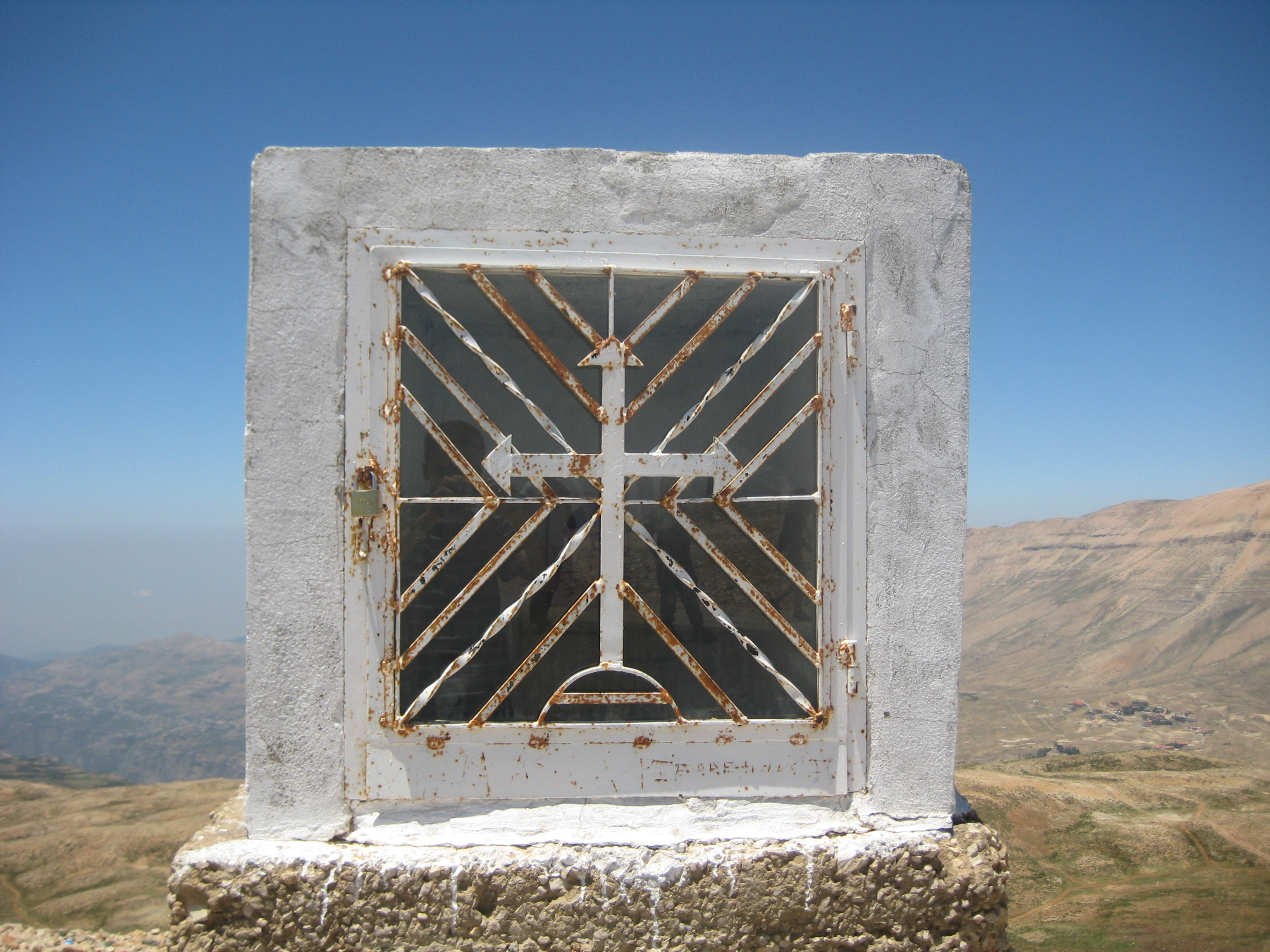
Croix marquant le col.
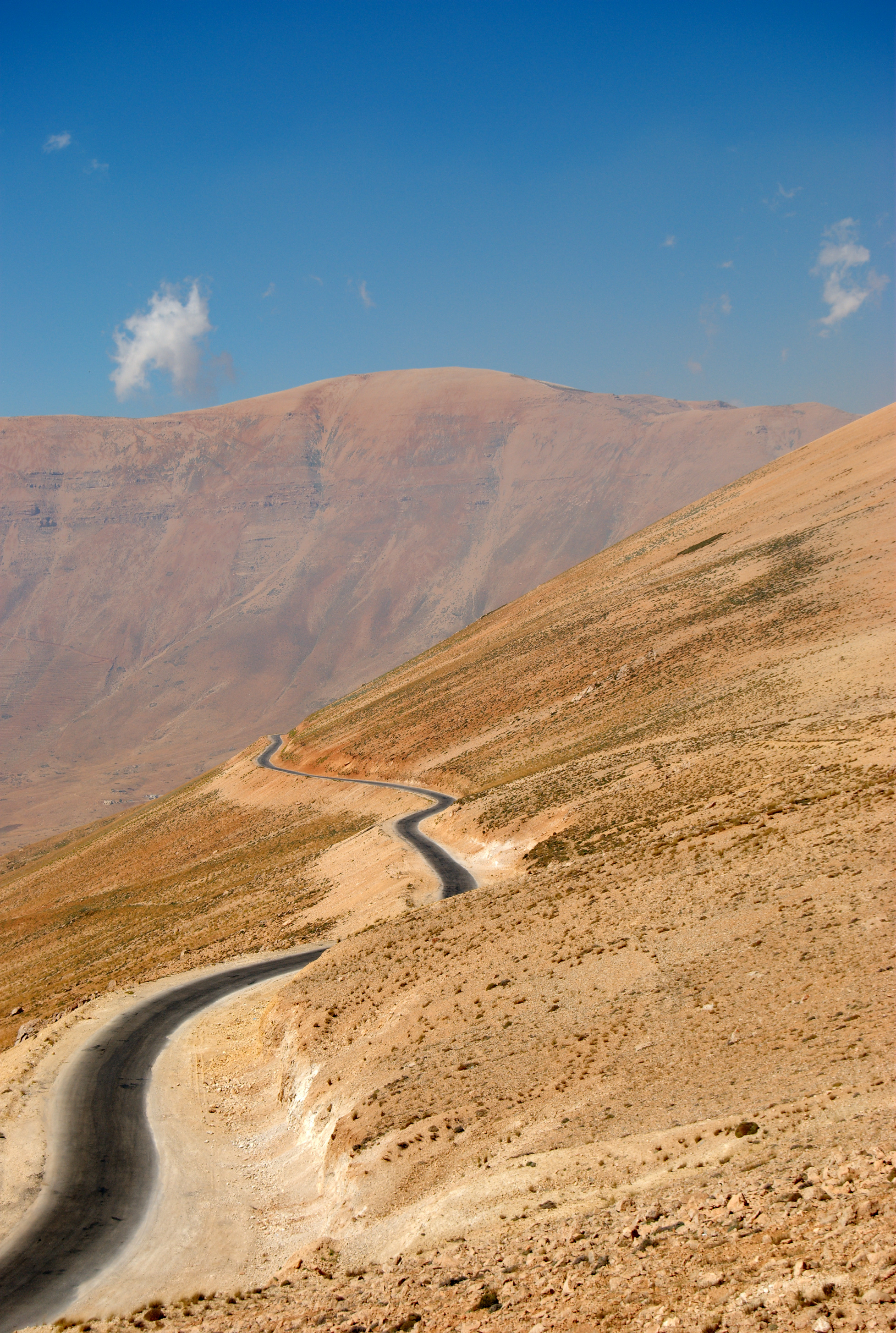
Vue de la route descendant le col vers le nord.